# フォッサマグナミュージアム
フォッサマグナミュージアムは、新潟県糸魚川市の美山公園にある糸魚川市立の博物館。

## 概要
糸魚川市は、糸魚川静岡構造線の直上に位置し、極めて多岐にわたる種類の岩石・鉱物、地質構造等が観察できる場所である。フォッサマグナミュージアムは、こうした地域の特徴を生かした博物館である。フォッサマグナパークとは別の施設である。
1992年6月16日に起工式を行い、1994年4月19日竣工、同年4月25日にオープンした。同日から30日までは、企画展『ミュージアムができるまで』が開催された。
糸魚川から東部に広がるフォッサマグナに関する展示、糸魚川やその周辺地域から産する鉱物、化石、岩石の展示を中心に、地球の進化などを学習できる展示内容となっている。長年ヒスイ採りの名人で知られた女性とその息子が市振海岸でヒスイを採取してきたが、それらを含めて多数の寄贈された美しいコレクションを擁する。また、屋外にも宝石とはいえないが大型のヒスイの原石などが並べられ、収蔵品の種類や形態もさまざま。 稼働状態のウィーヘルト型地震計も見ることが出来る。約3億年前の石灰岩が集められた場所があり、そこで来館客が化石採集体験ができる。
鉱物標本を扱うミュージアムショップのほか、有料ではあるが粉末X線回折装置 (XRD) や走査型電子顕微鏡 (SEM) による鉱物鑑定を代行するサービスもあり、アマチュアの鉱物研究家には貴重な施設である。ミュージアム自身も糸魚川石、松原石、蓮華石といった新種の鉱物をヒスイの中から発見している。
2014年9月8日から、常時展示室リニューアルに伴い休館していたが、2015年3月14日の北陸新幹線糸魚川駅の開業に合わせて、2015年3月9日にリニューアルオープンした。

## 参考画像

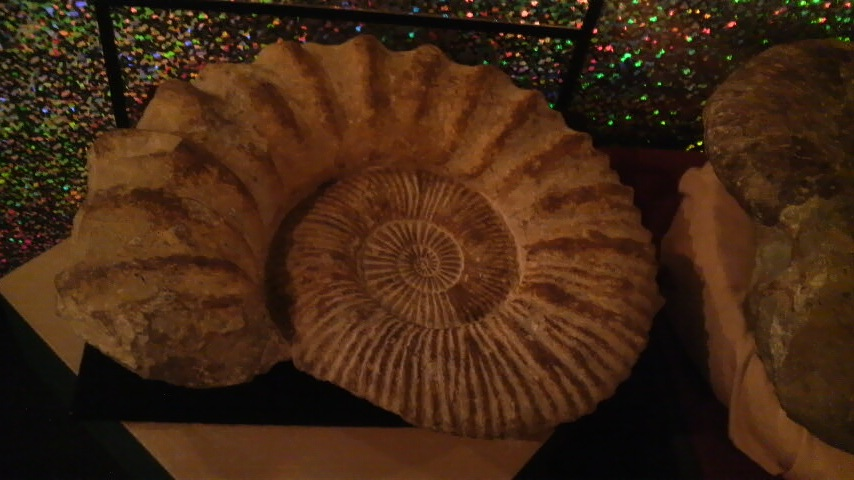
アンモナイトの化石
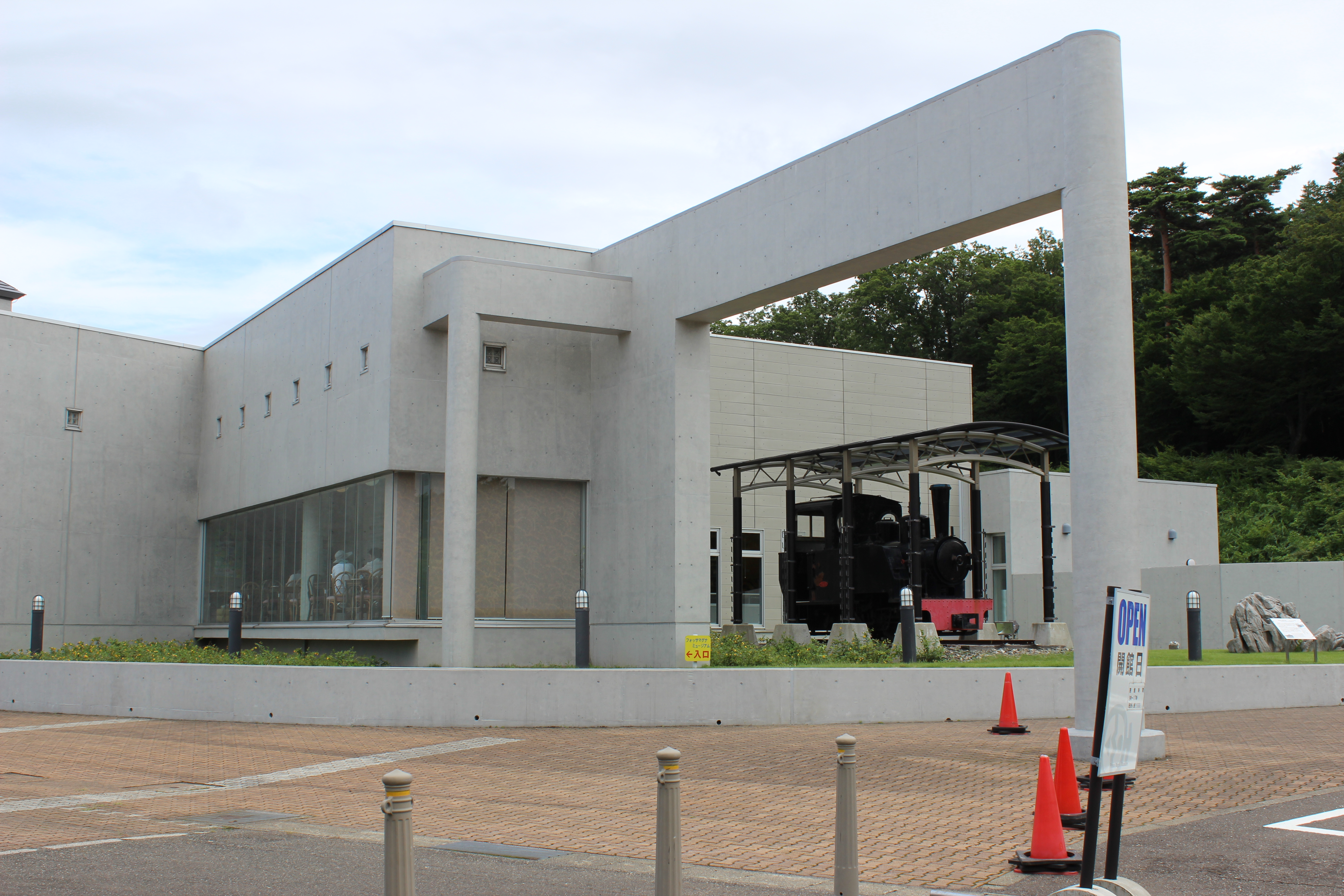
野外展示のSL「くろひめ号」
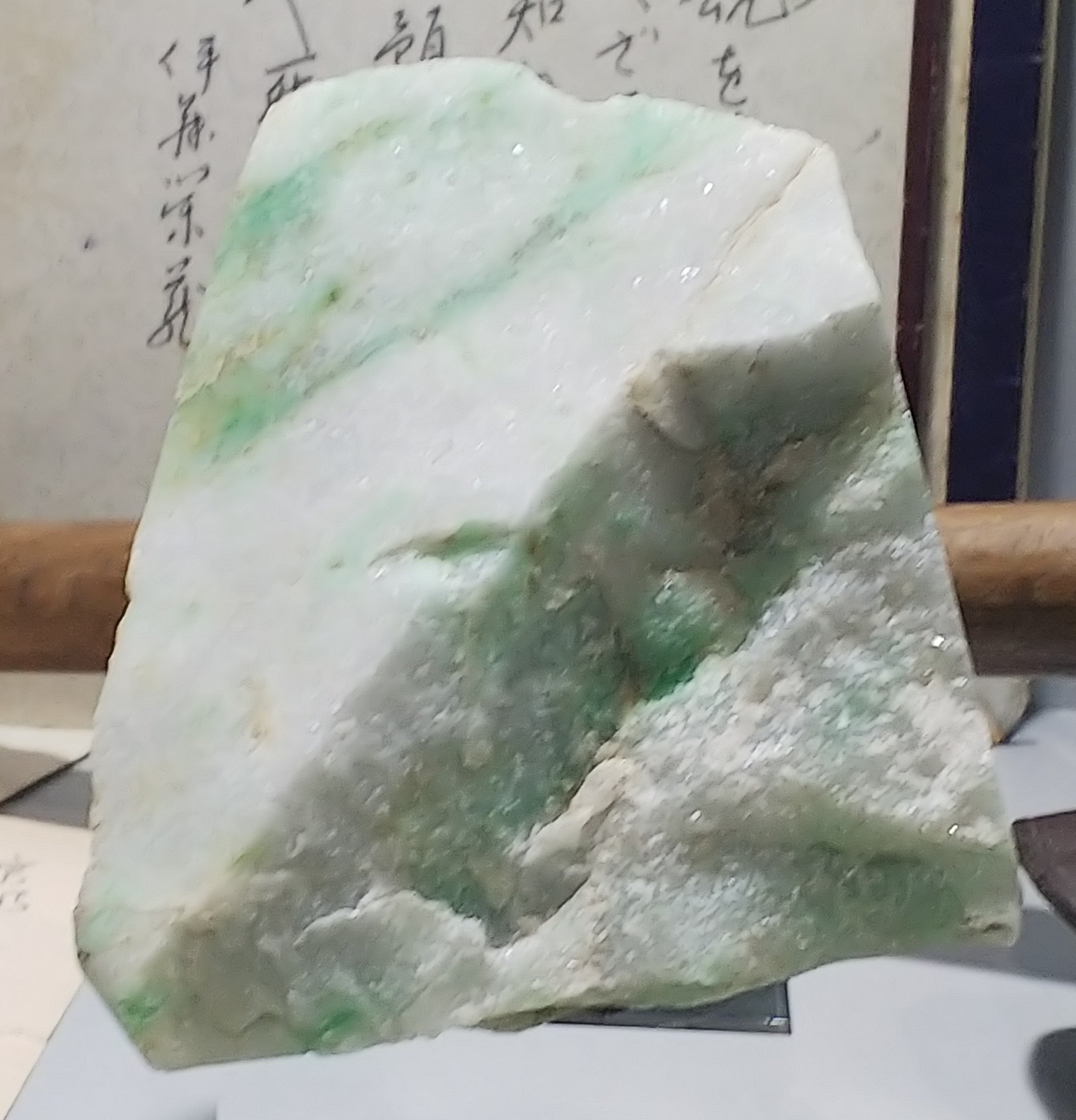
伊藤栄蔵によって再発見されたヒスイ原石

## アクセス
当館は長者ケ原考古館や遺跡公園、各種スポーツ施設・キャンプ場を有する美山公園内に位置している。
公共交通
- 糸魚川駅から南へ約3キロメートル（直線距離約2キロメートル）
  - 同駅アルプス口から糸魚川バス 「10 美山公園・博物館線」に乗車（所要約10分）、終点「フォッサマグナミュージアム」下車[7]
  - 同駅からレンタサイクル利用（急な坂あり）[8]。

車
- 北陸自動車道 糸魚川ICから約10分